# Uno Kajak
Uno Kajak, né le 9 mai 1933 à Tartu et le 10 août 2019, est un skieur nordique estonien.

## Biographie
Il est champion d'Union soviétique de combiné en 1956 et vice-champion 1959. Aux Jeux olympiques de Cortina d'Ampezzo en 1956, où il représente l'Union soviétique, il est arrivé 26e sur 35 de l'épreuve de combiné. Kajak a été quatre fois champion d'Estonie de combiné (en 1955, 1956, 1961 et 1962), tout comme de saut spécial, en 1951, 1953, 1955 et 1961. Il est également vice-champion d'Estonie par équipes de ski de fond en 1955.
Kajak a aussi pratiqué d'autres sports au niveau national. En 1957, il a obtenu la médaille d'argent du 3000 mètres steeple aux championnats d'athlétisme d'Estonie, et en 1955, il a joué dans l'équipe TRÜ 1, qui a terminé deuxième du championnat d'Estonie de basket-ball.
Uno Kajak a été le premier estonien à sauter plus de 100 mètres lors de son saut de 100,5 mètres de Gorki en 1961. En 1963-64, il a été entraîneur pour l'équipe soviétique de combiné.
Kajak est l'un des cinq Estoniens qui ont participé aux Jeux olympiques d'hiver dans les années où l'Estonie faisait partie de l'Union soviétique, entre 1944 et 1991. Les autres sont Ants Antson (1964 et 1968, patinage sur glace), Tõnu Haljand (1968, combiné), Fiodor Koltchine (1980, combiné) et Allar Levandi (1988, combiné).

## Sources
- (ee) Sport24: Uno de Kayaks (résultats, consulté le 26 janvier 2015)
- (ee) Uuemõisa Lasteaed-Algkool: Eestlased taliolümpial (consulté le 28 janvier 2015)